# Cerro del Bolsón
Il Cerro del Bolsón è una montagna dell'Argentina di 5.552 metri, cima più alta della Sierra del Aconquija, nella cordigliera delle Ande.